# Jabbin
Jabbin (voorheen Joim) is een opensource-chatprogramma dat het XMPP-protocol (voorheen Jabber) voor instant messaging gebruikt. De client ondersteunt VoIP en gebruikt daarvoor Jingle sinds versie 2.0. Jabbin is beschikbaar voor Windows en Linux en er was ook een versie voor Mac OS X gepland. Jabbin is geschreven in C++ en wordt uitgebracht onder de GPL.

## Functies
- Chatten via XMPP
- VoIP via Jingle
- OpenPGP-ondersteuning

## Geschiedenis
Jabbin 1.0 werd uitgebracht in december 2005. Deze eerste versie is gebaseerd op de ontwikkelversie van Psi versie 0.10. Versie 2.0, dat tevens de laatste stabiele versie was, volgde in 2006. De bètaversie van 3.0 kwam uit op 12 februari 2010. Voor versie 3.0 stond video-integratie op de planning.